# برشک
برشک، روستایی از توابع بخش لاشار شهرستان نیک‌شهر در استان سیستان و بلوچستان ایران است.و به معنی پادشاه میباشد
برشک (نام یک سوپ قدیمی دزفولی هست که شامل پیاز سرخ شده واب وکمی ارد میباشد)

## جمعیت
این روستا در دهستان چانف قرار دارد و براساس سرشماری مرکز آمار ایران در سال ۱۳۸۵، جمعیت آن 563 نفر (149خانوار) بوده‌است.

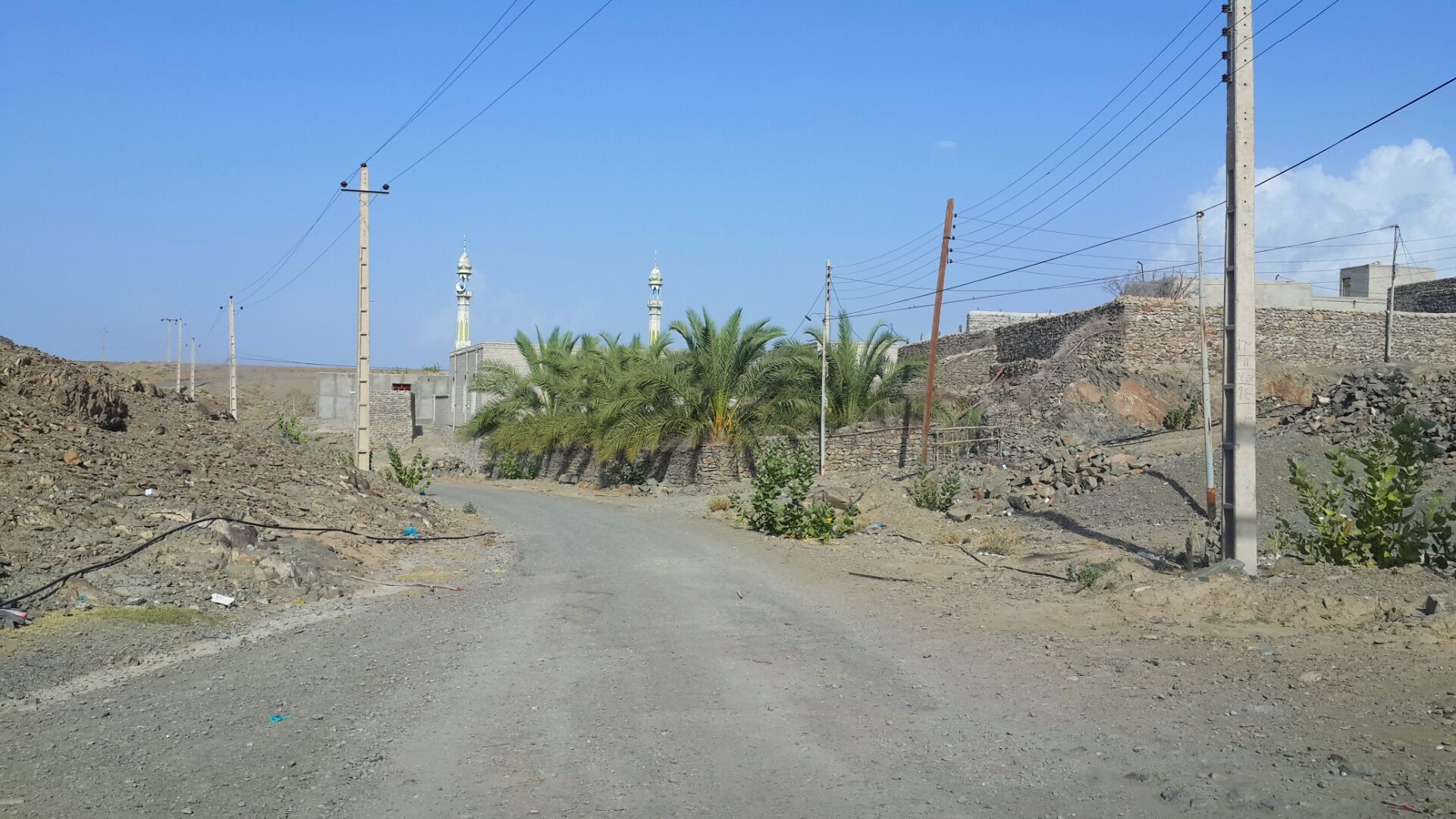
برشک دیدنی و زیبا